# Rainer van Raemdonck
Rainer van Raemdonck (* 6. März 1957 in Leipzig) ist ein deutscher Politiker (AfD). 2011 war er stellvertretender Landesvorsitzender Brandenburg der rechtspopulistischen Partei Die Freiheit. Von 2013 bis 2015 war er 1. stellvertretender Vorsitzender der AfD Brandenburg. Von 2014 bis September 2019 war er Mitglied des Landtags Brandenburg.

## Leben und Beruf
Van Raemdonck wurde 1957 in Leipzig geboren. Er studierte von 1977 bis 1982 Informationstechnik an der Hochschule für Verkehrswesen „Friedrich List“ Dresden (Diplom-Ingenieur). Später wurde er zum Dr.-Ing. über digitale Übertragungstechnik promoviert. Von 1987 bis 1989 arbeitete er beim Amt für Standardisierung, Messwesen und Warenprüfung in Dresden, das dem Ministerrat der DDR unterstand. Von 1987 bis 1989 war er im VEB Kombinat Nachrichtenelektronik in Berlin-Schöneweide tätig. 1989 verließ er die DDR.
Von 1989 bis 1991 war er bei den Monitora Studioanlagen-Montage-GmbH im nordrhein-westfälischen Hürth beschäftigt. Von 1992 bis 2000 arbeitete er in der Direktion Potsdam der Deutschen Bundespost Telekom bzw. in der Niederlassung Potsdam der Deutschen Telekom AG. 2000/01 war er im Geschäftsbereich Carrier Services der Deutschen Telekom AG tätig. Von 2001 bis 2014 arbeitete er als Salesmanager (Vertriebsmanager) bei der T-Systems International GmbH. Im Jahre 2014 wechselte der Angestellte als Referent zur Deutschen Telekom AG / Bundespolizei; sein Beschäftigungsverhältnis ruht seit seinem Landtagsmandat. Am Institut für Wirtschaftswissenschaftliche Forschung und Weiterbildung (IWW) München studierte er überdies Betriebswirtschaftslehre.
Van Raemdonck  lebt in Falkensee im Landkreis Havelland. Er ist verheiratet und hat zwei Kinder.

## Politik

### Partei
Van Raemdonck war bis zu seinem Austritt im März 1989 Mitglied der SED.
Von 2005 bis 2010 gehörte er der CDU an, dort im Stadtverband Falkensee der CDU Brandenburg aktiv. Er engagierte sich überdies bei der Aktion Linkstrend stoppen, einem Zusammenschluss konservativer Mitglieder der CDU.
Von 2010 bis 2011 war er Mitglied der rechtspopulistischen Partei Die Freiheit, für die er 2011 als stellvertretender Vorsitzender des Landesverbandes Brandenburg fungierte.
Seit März 2013 ist er Mitglied der AfD, bei der er ab April 2013 erster stellvertretender Vorsitzender der AfD Brandenburg war. Nach dem Rücktritt von Roland Scheel übernahm er kurzzeitig die Geschäfte des Landesvorsitzenden. Er ist Mitglied in den Landesfachausschüssen Inneres und Justiz und Wirtschaft und Technologie.

### Abgeordneter
Bei den Kommunalwahlen in Brandenburg 2014 wurde van Raemdonck für die AfD in die Stadtverordnetenversammlung von Falkensee (die AfD erhielt 10,3 Prozent des Stimmen) und in den Kreistag des Havellandes (die AfD erhielt 6,5 Prozent der Stimmen) gewählt. Er ist ordentliches Mitglied des Ausschusses Bildung/Kultur/Sport/Soziales Falkensee.
Bei der Landtagswahl in Brandenburg 2014 zog er über die Landesliste (Platz 2) der AfD Brandenburg in den Landtag ein. Er kandidierte als Direktkandidat im Landtagswahlkreis Havelland II (Wahlkreis 6) und erreichte hinter den Mitbewerbern von CDU, SPD und Grünen 13,0 Prozent der Erststimmen. Im Landtag war er Vorsitzender des Ausschusses für Haushaltskontrolle A12 und des Unterausschusses des Ausschusses für Haushaltskontrolle. Nach der Landtagswahl in Brandenburg 2019 zog Raemdonck nicht erneut in den Landtag ein.

### Parteinahe Stiftungen
Van Raemdonck ist Schatzmeister der AfD-nahen Akademischen Erasmus-Stiftung und Vorsitzender der Erasmus-Stiftung Brandenburg.